# Blohm & Voss BV 141

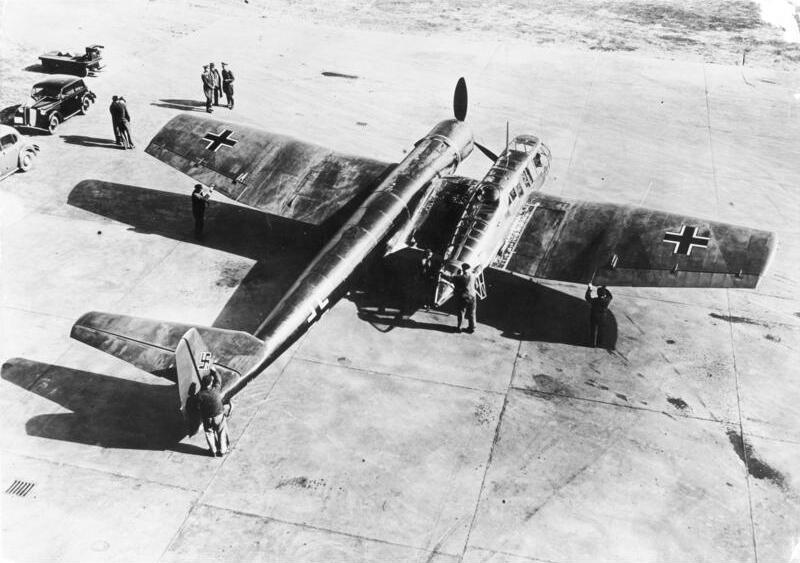
Vista superiore dell'inusuale linea asimmetrica di un BV 141 in sosta, 6 maggio 1942.

Il Blohm & Voss BV 141 era un monomotore da ricognizione tattica ad ala media prodotto dall'azienda tedesca Blohm & Voss GmbH dalla fine degli anni trenta ed utilizzato dalla Luftwaffe durante la seconda guerra mondiale. Aveva una struttura asimmetrica con cabina finestrata decentrata verso destra rispetto alla fusoliera che conteneva piani di coda e motore.

## Storia del progetto
Nel febbraio 1937 il Reichsluftfahrtministerium (RLM), il ministero che nel periodo della Germania nazista supervisionava l'intera aviazione tedesca, emise una specifica per la fornitura di un nuovo aereo da ricognizione e cooperazione con l'esercito per sostituire l'Henschel Hs 126, che in quel periodo aveva iniziato i collaudi, con un modello più efficace e dalle migliori caratteristiche. La specifica prevedeva un modello monomotore dotato di un equipaggio di tre persone, dotato di un'ottima copertura visiva, una maggiore velocità e la possibilità di trasportare un carico bellico da caduta per 200 kg. L'invito a sottoporre progetti fu rivolto all'Arado Flugzeugwerke ed alla Focke-Wulf.
L'Arado presentò il suo Ar 168, tuttavia il prototipo durante le prove non riuscì a produrre prestazioni soddisfacenti, al contrario della proposta della Focke-Wulf, l'Fw 189 Uhu, che però non soddisfaceva le specifiche richieste in quanto bimotore.
La Hamburger Flugzeugbau del gruppo Blohm & Voss, benché non invitata, avviò su iniziativa privata lo sviluppo di un modello atto allo scopo decidendo di avere un approccio molto più radicale. Il progetto venne quindi affidato al direttore del suo ufficio tecnico Richard Vogt, il quale disegnò il BV 141 dall'inusuale impostazione asimmetrica.

## Utilizzatori
Germania
- Luftwaffe

### Pubblicazioni
- (PL) Marek Rys, Blohm und Voss BV 141, in Nowa Technika Wojskowa, Warsaw, Magnum-X, novembre 2004, ISSN 1230-1655 (WC · ACNP).